# Правильний многогранник

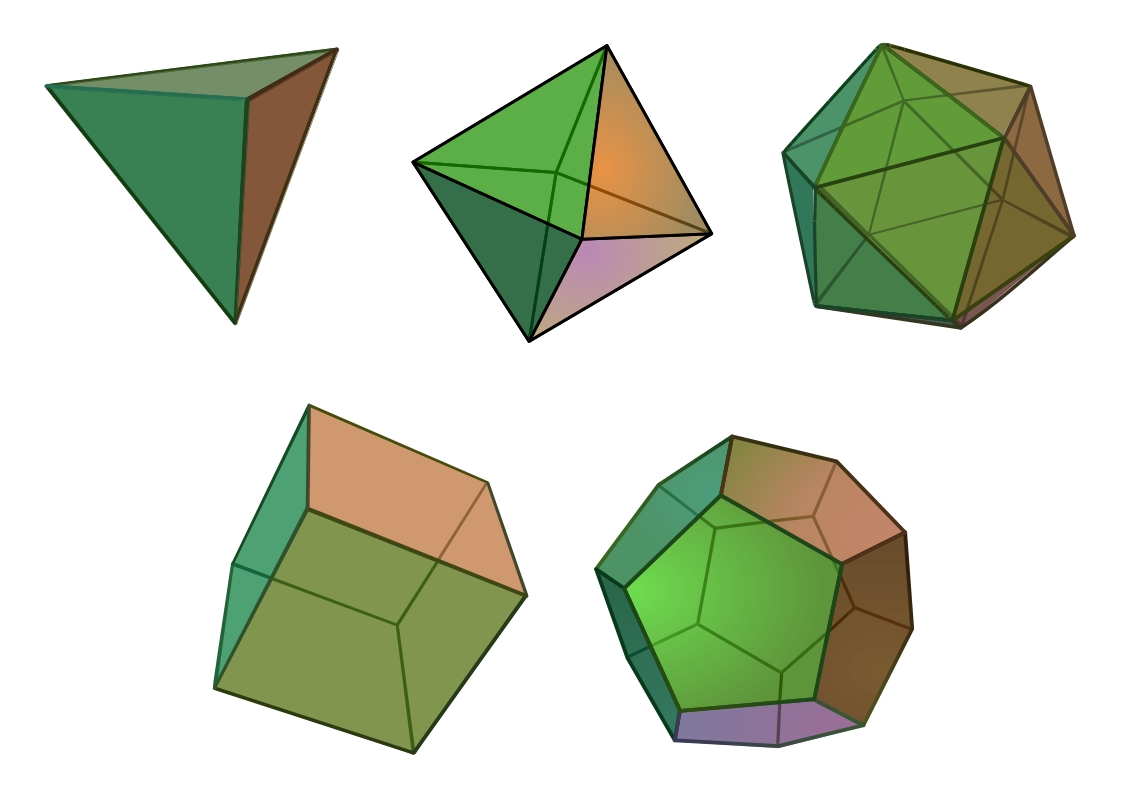

Пра́вильний многогра́нник або Плато́нове ті́ло — опуклий многогранник з максимально можливою симетрією, тобто всі його грані — рівні правильні многокутники, а всі вершини рівновіддалені від деякої точки, яку означають центром.
Многогранник називається правильним, якщо:
- він опуклий;
- всі його грані є рівними правильними многокутниками;
- в кожній його вершині сходиться однакове число граней;
- всі його двогранні кути рівні.

Існує всього п'ять правильних многогранників, які були віднайдені ще за античних часів:
| Многогранник                             | Многогранник      | Вершини кутів | Ребра | Грані | Символ Шлефлі |
| ---------------------------------------- | ----------------- | ------------- | ----- | ----- | ------------- |
| Правильний тетраедр (чотиригранник)      | Tetrahedron       | 4             | 6     | 4     | {3, 3}        |
| Куб (шестигранник)                       | Hexahedron (cube) | 8             | 12    | 6     | {4, 3}        |
| Октаедр (восьмигранник)                  | Octahedron        | 6             | 12    | 8     | {3, 4}        |
| Правильний додекаедр (дванадцятигранник) | Dodecahedron      | 20            | 30    | 12    | {5, 3}        |
| Ікосаедр (двадцятигранник)               | Icosahedron       | 12            | 30    | 20    | {3, 5}        |

## Старші розмірності
В чотиривимірному просторі всього існує 6 правильних многогранників.
|  |  |  |  |  |  |

У всіх просторах розмірності більше 4 — існує тільки 3 типи правильних многогранників: n-вимірний симплекс, n-вимірний октаедр і n-вимірний куб (гіперкуб).

## Історія
Платонові тіла відомі ще з античності. Існує припущення, що певні різьблені кам'яні кулі, які були створені людьми пізнього неоліту Шотландії, представляють ці форми; однак ці кулі радше мають округлені півсфери, а не многогранні; кількість таких півсфер часто відрізняється від числа вершин тіл Платона, немає кулі, чиї півсфери відповідали б 20 вершинам додекаедра, а розташування сфер не завжди було симетричний.
Стародавні греки широко вивчали Платонові тіла. Деякі джерела (наприклад, Прокл Діадох) приписують їхнє відкриття Піфагору. Інші дані свідчать про те, що він, можливо, був лише знайомий з тетраедром, кубом та додекаедром, і що відкриття октаедра та ікосаедра належать Театету, сучаснику Платона. У будь-якому випадку, Театет дав математичну характеристику всіх п'яти і, можливо, саме він відповідальний за перший відомий доказ того, що немає інших опуклих правильних многогранників.
Платонові тіла є визначними у філософії Платона. Платон писав про них у діалозі «Тімей» близько 360 до н. е. в якому він пов'язував кожну із чотирьох стихій (земля, повітря, вода та вогонь) із правильними многогранниками. Земля була пов'язана з кубом, повітря з октаедром, вода з ікосаедром, а вогонь з тетраедром. Ці асоціації були інтуїтивно виправдані: жар вогню відчувається різким і колючим (як маленькі тетраедри). Повітря зроблене з октаедра; її мізерні компоненти настільки гладкі, що їх ледве можна відчути. Вода, ікосаедр, витікає з руки, коли її збирають, наче вона зроблена з крихітних кульок. І навпаки, несферичне тверде тіло, шестигранник (куб) являє собою «землю». Більше того, куб був єдиним тілом Платона, яке «теселював» Евклідів простір, що, як вважалося, і спричиняє твердість Землі.
Про п'яте Платонівське тіло, додекаедр, Платон незрозуміло зауважує, «… бог використовував [це] для розташування сузір'їв на всьому небі». Арістотель додав п'ятий елемент, aithēr (aether по-латині, «ether» англійською) і постулював, що небеса були зроблені з цього елемента, однак він не мав зацікавленості в тому, щоб поєднати його з п'ятим тілом Платона.
Евклід чисто математично описав Платонові тіла в своїх Началах, остання книга яких (Книга XIII) присвячена їхнім властивостям. Положення 13–17 у книзі XIII описують побудову тетраедра, октаедра, куба, ікосаедра та додекаедра в такому порядку. Для кожного твердого тіла Евклід знаходить відношення діаметра описаної сфери до довжини ребра. У положенні 18 він стверджує, що більше немає опуклих правильних многогранників. Андреас Шпейзер висловив думку про те, що побудова 5 правильних твердих тіл є головною метою дедуктивної системи, канонізованої в Началах. Значна частина відомостей у книзі XIII, ймовірно, походить із твору «Теетет».
У 16 столітті німецький астроном Йоганнес Кеплер спробував зв'язати п'ять відомих на той час позаземних планет до п'яти Платонівських тіл. У публікації Mysterium Cosmographicum, опублікованій в 1596 році, Кеплер запропонував модель Сонячної системи, в якій п'ять твердих тіл були встановлені всередині один одного і розділені рядом вписаних і описаних сфер. Кеплер припустив, що відстань між відомими тоді шістьма планетами можна зрозуміти через п'ять твердих тіл Платона, укладених у сферу, що представляє орбіту Сатурна. Кожна із шести сфер відповідала одній із планет (Меркурій, Венера, Земля, Марс, Юпітер та Сатурн). Многогранники були впорядковані з октаедром, що знаходився по центру, за ним ікосаедр, додекаедр, тетраедр і, нарешті, куб, тим самим диктуючи структуру Сонячної системи та відстані між планетами за тілами Платон. Зрештою, від первісної ідеї Кеплера довелося відмовитися, але з його досліджень вийшли його три закони орбітальної динаміки, перший з яких говорив про те, що орбіти планет є еліпсами, а не колами, що змінило курс фізики та астрономії. Він також виявив тіла Кеплера — Пуансо.
У 20 столітті спроби зв'язати Платонові тіла з фізичним світом були розширені на моделі електронної оболонки в хімії Робертом Муном в теорії, відомій як «модель Місяця».

## Комбінаторні властивості
- Л. Ейлером була виведена формула, що зв'язує число вершин (В), граней (Г) і ребер (Р) будь-якого опуклого многогранника простим співвідношенням: В + Г = Р + 2.

- Відношення кількості вершин правильного многогранника до кількості ребер однієї його грані дорівнює відношенню кількості граней цього ж многогранника до кількості ребер, що виходять з однієї його вершини. У тетраедра це відношення дорівнює 4: 3, у гексаедр і октаедра — 2: 1, а у додекаедра і ікосаедра — 4: 1.

- Правильний многогранник може бути комбінаторно описаний символом Шлефлі {p, q}, де: p — число ребер в кожній грані;

q — число ребер, що сходяться в кожній вершині.
| Многогранник   | Вершини | Ребра | Грані | Символ Шлефлі |
| -------------- | ------- | ----- | ----- | ------------- |
| тетраедр       | 4       | 6     | 4     | {3, 3}        |
| гексаедр (куб) | 8       | 12    | 6     | {4, 3}        |
| октаедр        | 6       | 12    | 8     | {3, 4}        |
| додекаедр      | 20      | 30    | 12    | {5, 3}        |
| ікосаедр       | 12      | 30    | 20    | {3, 5}        |

- Комбінаторною характеристикою многогранника, яку можна виразити через числа p і q, є загальна кількість вершин (В), ребер (Р) і граней (Г). Оскільки будь-яке ребро з'єднує дві вершини і лежить між двома гранями, виконуються співвідношення:

{\displaystyle p\Gamma =2\mathrm {P} =q\mathrm {B} }
З цих співвідношень і формули Ейлера можна отримати формули для В, Г і Р:
{\displaystyle \mathrm {B} ={\frac {4p}{4-(p-2)(q-2)}},\mathrm {P} ={\frac {2pq}{4-(p-2)(q-2)}},\Gamma ={\frac {4q}{4-(p-2)(q-2)}}.}